# Thanatus chorillensis
Thanatus chorillensis là một loài nhện trong họ Philodromidae.
Loài này thuộc chi Thanatus. Thanatus chorillensis được Eugen von Keyserling miêu tả năm 1880.